# Brian Etheridge
Brian George Etheridge (Northampton, 4 marzo 1944 – Moulton, 26 marzo 2011) è stato un allenatore di calcio e calciatore inglese, di ruolo centrocampista.

## Carriera

### Giocatore
Esordisce tra i professionisti con il Northampton Town nella stagione 1962-1963, nella quale il club viene promosso vincendo il campionato dalla terza alla seconda divisione inglese, categoria da cui conquista un'ulteriore promozione al termine della stagione 1964-1965, nella quale Etheridge disputa 9 partite in seconda divisione (il suo massimo in un singolo campionato con il club): nel febbraio del 1966, dopo complessive 17 presenze ed una rete in 3 stagioni e mezza, passa per 8000 sterline al Brentford, club di terza divisione, con cui conclude l'annata giocando 16 partite, nelle quali realizza anche 2 reti. Il club retrocede però in quarta divisione, ed Etheridge nella stagione 1967-1968 perde il posto in squadra, giocando solamente 6 partite di campionato. Nell'estate del 1967 lascia l'Inghilterra e si accasa al Daring Bruxelles, club della prima divisione belga, allenato dal connazionale Billy Elliott: qui in 2 stagioni realizza 4 reti in 40 presenze nella prima divisione belga, alle quali aggiunge anche 2 presenze nella Coppa delle Fiere 1968-1969. Al termine di questa stagione il club retrocede tuttavia in seconda divisione, ed Etheridge viene ceduto al Cercle Bruges, militante a sua volta in questa categoria, club con cui nel corso della stagione 1969-1970 gioca 26 partite in campionato e 4 partite in Coppa del Belgio. Nell'estate del 1970 torna in patria, ai semiprofessionisti del Bedford Town, in Southern Football League.

### Allenatore
Nel novembre del 1970 si trasferisce al Corby Town con il doppio ruolo di giocatore ed allenatore; in seguito lavora con ruoli analoghi anche con Wellingborough Town e Rushden Town.

## Palmarès

### Giocatore

#### Competizioni nazionali
- Third Division: 1

Northampton Town: 1962-1963

#### Competizioni regionali
- London Challenge Cup: 1

Brentford: 1966-1967